# Welyki Komjaty
Welyki Komjaty (ukrainisch Великі Ком'яти; russisch Великиӣ Комяты Weliki Komjaty, slowakisch Veľké Komňaty, Veľké Komjaty, ungarisch Magyarkomját) ist ein Dorf in der ukrainischen Oblast Transkarpatien mit etwa 6600 Einwohnern (2023).
Das 1345 erstmals erwähnte Dorf teilt die Geschichte der Karpatenukraine. Welyki Komjaty liegt am Ufer der Borschawa und durch das Dorf verläuft die Territorialstraße T–07–19, über die das ehemalige Rajonzentrum Wynohradiw nach 1 km in südliche Richtung zu erreichen ist.
Am 12. Juni 2020 wurde das Dorf ein Teil neu gegründeten Stadtgemeinde Wynohradiw im Rajon Berehowe; bis dahin bildete es die Landratsgemeinde Welyki Komjaty (Великоком'ятівська сільська рада/Welykokomjatiwska silska rada) im Rajon Wynohradiw.